# Carpi FC 1909
Carpi Football Club 1909 är en italiensk fotbollsklubb från Carpi. Klubbens färger är vitt och rött. Klubben spelar säsongen 2017/2018 i Serie B.

## Historia
Klubben bildades 1909 som Jucunditas, som betyder glädje, men bytte ett par år senare namn till Associazione Calcio Carpi. Sitt nuvarande namn fick klubben vid ombildandet 2002.
Efter säsongen 2012-2013 vann Carpi uppflyttning till Serie B för första gången i klubbens historia.

## Kända spelare
Se också Spelare i Carpi FC 1909
- Edgar Cani
- Marco Materazzi
- Lorenzo Pasciuti